# Sphodromantis lineola lineola
Sphodromantis lineola lineola es una subespecie de mantis de la familia Mantidae.

## Distribución geográfica
Se encuentra en Angola, Etiopía, Burkina Faso, Costa de Marfil, Gabón, Ghana, Guinea, Camerún, Kenia, Congo, Liberia, Malaui, Malí, Nigeria, Senegal, Sierra Leona, Sudán, Tanzania, Togo y  Uganda.